# Maladera secreta
Maladera secreta är en skalbaggsart som beskrevs av Brenske 1897. Maladera secreta ingår i släktet Maladera och familjen Melolonthidae. Utöver nominatformen finns också underarten M. s. horaiana.